# Isla de Rijo
Isla de Rijo (en portugués: Ilha do Rijo) se localiza en el interior de la bahía de Guanabara, en la ciudad y Estado de Río de Janeiro, en el Brasil.
Es integrante de un grupo de islotes al este de la Isla del Gobernador, fue adquirida a Alfonso Gaspar Torres por el Ministerio de Hacienda, en septiembre de 1897.
En 1909 la isla fue cedida al Ministerio de Marina, que en ella inauguró, al año siguiente (1910), un Observatorio Astronómico y Meteorológico. Allí estuvieron detenidos, en 1932, como presos políticos, Arthur Bernardes, expresidente de la República, y Borges de Medeiros, exgobernador del Estado de Río Grande do Sul.